# 移剌光祖
移剌光祖（12世纪？—1221年），幼名八狗，字仲礼，金朝契丹族大臣，移剌（耶律）姓，平章政事移剌道的儿子。
移剌光祖以恩荫补任閤门祇候，调任平晋县令、卫州都巡河、内承奉押班，累转东上閤门使，兼典客署令。完颜永济大安年间，改任少府少监，后来又历任仪鸾局使、同知宣徽院使事、秘书监右宣徽使。金宣宗兴定二年（1218年），在蒙古帝国的攻势下，议论国家长久之策，他建议招募威望服众的士人，让他们承担方面重任，如果能收复一道，就任命为本道总管，能包围州郡，就任命为长官佐贰，使他们各保一方，守土抗敌。从此兴起对各地豪强武装封公设府之事。兴定三年，转任左宣徽使。兴定四年，金宣宗采纳其策，对山东、河北、山西等地势力较大的豪强武装首领王福等九人封为九公，分别统辖该地区，或为割据一方之公侯，时称“封建九公”。